# EPrix van Ad Diriyah 2021
De ePrix van Ad Diriyah 2021 werd gehouden over twee races op 26 en 27 februari 2021 op het Riyadh Street Circuit. Dit waren de eerste en tweede race van het zevende Formule E-seizoen.
De eerste race werd gewonnen door Mercedes-coureur Nyck de Vries, die zijn eerste Formule E-zege behaalde. Edoardo Mortara werd voor Venturi tweede, terwijl Jaguar-coureur Mitch Evans derde werd.
De tweede race werd gewonnen door Jaguar-coureur Sam Bird, die tijdens dit weekend voor het eerst bij een ander Formule E-team reed dan Virgin. Zijn voormalige teamgenoot en huidig Virgin-coureur Robin Frijns eindigde als tweede. Techeetah-coureur Jean-Éric Vergne werd oorspronkelijk derde, maar hij kreeg een tijdstraf omdat hij zijn tweede "attack mode" niet had gebruikt. Hierdoor ging de laatste podiumplaats naar zijn teamgenoot António Félix da Costa.

## Race 1

### Kwalificatie
| Pos                 | No | Coureur                | Team             | Q1        | Q2       | Grid |
| ------------------- | -- | ---------------------- | ---------------- | --------- | -------- | ---- |
| 1                   | 17 | Nyck de Vries          | Mercedes         | 1:08.786  | 1:08.157 | 1    |
| 2                   | 99 | Pascal Wehrlein        | Porsche          | 1:08.885  | 1:08.821 | 2    |
| 3                   | 33 | René Rast              | Audi             | 1:08.959  | 1:08.869 | 3    |
| 4                   | 48 | Edoardo Mortara        | Venturi-Mercedes | 1:08.798  | 1:09.317 | 4    |
| 5                   | 94 | Alex Lynn              | Mahindra         | 1:09.133  | 1:09.345 | 5    |
| 6                   | 20 | Mitch Evans            | Jaguar           | 1:09.152  | 1:09.706 | 6    |
| 7                   | 36 | André Lotterer         | Porsche          | 1:09.157  |          | 7    |
| 8                   | 10 | Sam Bird               | Jaguar           | 1:09.265  |          | 8    |
| 9                   | 28 | Maximilian Günther     | Andretti-BMW     | 1:09.277  |          | 9    |
| 10                  | 22 | Oliver Rowland         | e.dams-Nissan    | 1:09.362  |          | 10   |
| 11                  | 29 | Alexander Sims         | Mahindra         | 1:09.559  |          | 11   |
| 12                  | 71 | Norman Nato            | Venturi-Mercedes | 1:09.628  |          | 12   |
| 13                  | 8  | Oliver Turvey          | NIO              | 1:09.631  |          | 13   |
| 14                  | 27 | Jake Dennis            | Andretti-BMW     | 1:09.723  |          | 14   |
| 15                  | 5  | Stoffel Vandoorne      | Mercedes         | 1:10.128  |          | 15   |
| 16                  | 11 | Lucas di Grassi        | Audi             | 1:10.474  |          | 16   |
| 17                  | 23 | Sébastien Buemi        | e.dams-Nissan    | 1:10.594  |          | 17   |
| 18                  | 13 | António Félix da Costa | Techeetah-DS     | 1:10.735  |          | 18   |
| 19                  | 25 | Jean-Éric Vergne       | Techeetah-DS     | 1:10.804  |          | 19   |
| 110%-tijd: 1:15.664 |    |                        |                  |           |          |      |
| 20                  | 7  | Sérgio Sette Câmara    | Dragon-Penske    | 1:21.445  |          | 20   |
| 21                  | 37 | Nick Cassidy           | Virgin-Audi      | 1:22.020  |          | 21   |
| 22                  | 88 | Tom Blomqvist          | NIO              | 1:23.165  |          | 22   |
| 23                  | 6  | Nico Müller            | Dragon-Penske    | 1:24.955  |          | 23   |
| 24                  | 4  | Robin Frijns           | Virgin-Audi      | geen tijd |          | 24   |

### Race
| Pos | No | Coureur                | Team                      | Rondes | Tijd/Oorzaak uitval | Grid | Punten |
| --- | -- | ---------------------- | ------------------------- | ------ | ------------------- | ---- | ------ |
| 1   | 17 | Nyck de Vries          | Mercedes                  | 32     | 46:44.765           | 1    | 29     |
| 2   | 48 | Edoardo Mortara        | Venturi-Mercedes          | 32     | +4.119              | 4    | 18     |
| 3   | 20 | Mitch Evans            | Jaguar                    | 32     | +4.619              | 6    | 15     |
| 4   | 33 | René Rast              | Audi Sport ABT Schaeffler | 32     | +4.852              | 3    | 13     |
| 5   | 99 | Pascal Wehrlein        | Porsche                   | 32     | +7.962              | 2    | 10     |
| 6   | 22 | Oliver Rowland         | e.dams-Nissan             | 32     | +9.318              | 10   | 8      |
| 7   | 29 | Alexander Sims         | Mahindra                  | 32     | +9.686              | 11   | 6      |
| 8   | 5  | Stoffel Vandoorne      | Mercedes                  | 32     | +9.973              | 15   | 4      |
| 9   | 11 | Lucas di Grassi        | Audi                      | 32     | +11.089             | 16   | 2      |
| 10  | 8  | Oliver Turvey          | NIO                       | 32     | +15.518             | 13   | 1      |
| 11  | 13 | António Félix da Costa | Techeetah-DS              | 32     | +16.225             | 18   |        |
| 12  | 27 | Jake Dennis            | Andretti-BMW              | 32     | +17.025             | 14   |        |
| 13  | 23 | Sébastien Buemi        | e.dams-Nissan             | 32     | +17.273             | 17   |        |
| 14  | 71 | Norman Nato            | Venturi-Mercedes          | 32     | +17.312             | 12   |        |
| 15  | 25 | Jean-Éric Vergne       | Techeetah-DS              | 32     | +18.402             | 19   |        |
| 16  | 36 | André Lotterer         | Porsche                   | 32     | +18.417             | 7    |        |
| 17  | 4  | Robin Frijns           | Virgin-Audi               | 32     | +18.822             | 24   |        |
| 18  | 88 | Tom Blomqvist          | NIO                       | 32     | +19.072             | 22   |        |
| 19  | 37 | Nick Cassidy           | Virgin-Audi               | 32     | +19.951             | 21   |        |
| 20  | 7  | Sérgio Sette Câmara    | Dragon-Penske             | 32     | +20.174             | 20   |        |
| 21  | 6  | Nico Müller            | Dragon-Penske             | 32     | +20.586             | Pit  |        |
| DNF | 28 | Maximilian Günther     | Andretti-BMW              | 23     | Ongeluk             | 9    |        |
| DNF | 10 | Sam Bird               | Jaguar                    | 22     | Schade ongeluk      | 8    |        |
| DNF | 94 | Alex Lynn              | Mahindra                  | 16     | Ongeluk             | 5    |        |

## Race 2

### Kwalificatie
| Pos                 | No | Coureur                | Team             | Q1        | Q2       | Grid |
| ------------------- | -- | ---------------------- | ---------------- | --------- | -------- | ---- |
| 1                   | 4  | Robin Frijns           | Virgin-Audi      | 1:07.810  | 1:07.889 | 1    |
| 2                   | 7  | Sérgio Sette Câmara    | Dragon-Penske    | 1:08.333  | 1:08.178 | 2    |
| 3                   | 10 | Sam Bird               | Jaguar           | 1:08.384  | 1:08.405 | 3    |
| 4                   | 8  | Oliver Turvey          | NIO              | 1:08.424  | 1:08.439 | 4    |
| 5                   | 88 | Tom Blomqvist          | NIO              | 1:08.367  | 1:08.732 | 5    |
| 6                   | 6  | Nico Müller            | Dragon-Penske    | 1:08.432  | 1:09.060 | 6    |
| 7                   | 25 | Jean-Éric Vergne       | Techeetah-DS     | 1:08.471  |          | 7    |
| 8                   | 23 | Sébastien Buemi        | e.dams-Nissan    | 1:08.544  |          | 8    |
| 9                   | 94 | Alex Lynn              | Mahindra         | 1:08.632  |          | 12   |
| 10                  | 13 | António Félix da Costa | Techeetah-DS     | 1:08.649  |          | 9    |
| 11                  | 37 | Nick Cassidy           | Virgin-Audi      | 1:08.733  |          | 10   |
| 12                  | 28 | Maximilian Günther     | Andretti-BMW     | 1:08.797  |          | 11   |
| 13                  | 22 | Oliver Rowland         | e.dams-Nissan    | 1:08.798  |          | 13   |
| 14                  | 29 | Alexander Sims         | Mahindra         | 1:08.876  |          | 14   |
| 15                  | 11 | Lucas di Grassi        | Audi             | 1:08.970  |          | 15   |
| 16                  | 99 | Pascal Wehrlein        | Porsche          | 1:09.601  |          | 16   |
| 17                  | 27 | Jake Dennis            | Andretti-BMW     | 1:11.194  |          | 17   |
| 18                  | 20 | Mitch Evans            | Jaguar           | 1:13.868  |          | 18   |
| 19                  | 33 | René Rast              | Audi             | 1:13.954  |          | 19   |
| 110%-tijd: 1:14.591 |    |                        |                  |           |          |      |
| 20                  | 17 | Nyck de Vries          | Mercedes         | geen tijd |          | 20   |
| 21                  | 48 | Edoardo Mortara        | Venturi-Mercedes | geen tijd |          | 21   |
| 22                  | 5  | Stoffel Vandoorne      | Mercedes         | geen tijd |          | 22   |
| 23                  | 71 | Norman Nato            | Venturi-Mercedes | geen tijd |          | 23   |
| 24                  | 36 | André Lotterer         | Porsche          | geen tijd |          | 24   |

### Race
| Pos | No | Coureur                | Team                      | Rondes | Tijd/Oorzaak uitval | Grid | Punten |
| --- | -- | ---------------------- | ------------------------- | ------ | ------------------- | ---- | ------ |
| 1   | 10 | Sam Bird               | Jaguar                    | 29     | 39:50.836           | 3    | 25     |
| 2   | 4  | Robin Frijns           | Virgin-Audi               | 29     | +2.194              | 1    | 22     |
| 3   | 13 | António Félix da Costa | Techeetah-DS              | 29     | +6.900              | 9    | 15     |
| 4   | 7  | Sérgio Sette Câmara    | Dragon-Penske             | 29     | +12.817             | 2    | 12     |
| 5   | 6  | Nico Müller            | Dragon-Penske             | 29     | +13.924             | 6    | 10     |
| 6   | 8  | Oliver Turvey          | NIO                       | 29     | +15.523             | 4    | 8      |
| 7   | 22 | Oliver Rowland         | e.dams-Nissan             | 29     | +16.389             | 13   | 6      |
| 8   | 11 | Lucas di Grassi        | Audi                      | 29     | +20.612             | 15   | 4      |
| 9   | 17 | Nyck de Vries          | Mercedes                  | 29     | +22.482             | 20   | 3      |
| 10  | 99 | Pascal Wehrlein        | Porsche                   | 29     | +25.395             | 16   | 1      |
| 11  | 36 | André Lotterer         | Porsche                   | 29     | +27.257             | Pit  |        |
| 12  | 25 | Jean-Éric Vergne       | Techeetah-DS              | 29     | +28.846             | 7    |        |
| 13  | 5  | Stoffel Vandoorne      | Mercedes                  | 29     | +29.112             | 22   |        |
| 14  | 37 | Nick Cassidy           | Virgin-Audi               | 29     | +33.079             | 12   |        |
| 15  | 29 | Alexander Sims         | Mahindra                  | 29     | +43.885             | 14   |        |
| 16  | 71 | Norman Nato            | Venturi-Mercedes          | 29     | +48.192             | 23   |        |
| 17  | 33 | René Rast              | Audi Sport ABT Schaeffler | 29     | +1:06.254           | 19   |        |
| 18  | 88 | Tom Blomqvist          | NIO                       | 29     | +1:09.508           | 5    |        |
| DNF | 23 | Sébastien Buemi        | e.dams-Nissan             | 26     | Ongeluk             | 8    |        |
| DNF | 28 | Maximilian Günther     | Andretti-BMW              | 26     | Ongeluk             | 11   |        |
| DNF | 20 | Mitch Evans            | Jaguar                    | 26     | Ongeluk             | 18   |        |
| DNF | 94 | Alex Lynn              | Mahindra                  | 26     | Ongeluk             | 12   |        |
| DNF | 27 | Jake Dennis            | Andretti-BMW              | 16     | Ongeluk             | 17   |        |
| DNS | 48 | Edoardo Mortara        | Venturi-Mercedes          | 0      | Niet gestart        | 5    |        |

## Tussenstanden wereldkampioenschap

### Coureurs
| Positie | No. | Rijder                 | Team             | Punten |
| ------- | --- | ---------------------- | ---------------- | ------ |
| 01      | 17  | Nyck de Vries          | Mercedes         | 32     |
| 02      | 10  | Sam Bird               | Jaguar           | 25     |
| 03      | 4   | Robin Frijns           | Virgin-Audi      | 22     |
| 04      | 48  | Edoardo Mortara        | Venturi-Mercedes | 18     |
| 05      | 13  | António Félix da Costa | Techeetah-DS     | 15     |
| 06      | 20  | Mitch Evans            | Jaguar           | 15     |
| 07      | 22  | Oliver Rowland         | e.dams-Nissan    | 14     |
| 08      | 33  | Lucas di Grassi        | Audi             | 13     |
| 09      | 7   | Sérgio Sette Câmara    | Dragon-Penske    | 12     |
| 10      | 99  | Pascal Wehrlein        | Porsche          | 11     |

### Constructeurs
| Positie | Team             | Punten |
| ------- | ---------------- | ------ |
| 01      | Jaguar           | 40     |
| 02      | Mercedes         | 36     |
| 03      | Virgin-Audi      | 22     |
| 04      | Dragon-Penske    | 22     |
| 05      | Audi             | 19     |
| 06      | Venturi-Mercedes | 18     |
| 07      | Techeetah-DS     | 15     |
| 08      | e.dams-Nissan    | 14     |
| 09      | Porsche          | 11     |
| 10      | NIO              | 09     |